# Världscupen i längdåkning 2014/2015
Världscupen i längdåkning 2014/2015 inleddes den 29 november 2014 i Ruka, Finland, och avslutades den 15 mars 2015 i Oslo, Norge. Säsongen startade med en tävlingshelg i finska Ruka innan "Nordiska öppningen" i norska Lillehammer nästföljande helg. Ruka ligger 25 km norr om Kuusamo.
Höjdpunkterna under säsongen var Tour de Ski den 3-11 januari 2015 samt världsmästerskapen i svenska Falun den 18 februari – 1 mars 2015.
Den totala cupen vanns av Marit Bjørgen på damsidan och Dario Cologna på herrsidan. 
Martin Johnsrud Sundby blev i juli 2016 avstängd i två månader för överträdelse av WADAs antidopingreglement vid två tillfällen: i Davos 13 december 2014 och i Toblach 8 januari 2015. På grund av detta fråntogs Sundby världscupsegern i Davos den 13 december 2014 och pallplatsen i Toblach 8 januari 2015 samt efterföljande placeringar i Tour de Ski. Detta resulterade i att Sundby blev av med totalsegern i Tour de Ski 2015 och världscupen 2014/2015.

## Tävlingsprogram - herrar
| Förklaring        |
| ----------------- |
| K = Klassisk stil |
| F = Fristil       |

### Individuella tävlingar
| Nr                                                                                 | Ort                               | Disciplin                            | Stil                              | Datum                             | Etta                   | Tvåa                   | Trea                   | Referens |
| ---------------------------------------------------------------------------------- | --------------------------------- | ------------------------------------ | --------------------------------- | --------------------------------- | ---------------------- | ---------------------- | ---------------------- | -------- |
| 1                                                                                  | Ruka                              | Sprint                               | K                                 | 29 november 2014                  | Eirik Brandsdal        | Petter Northug         | Sondre Turvoll Fossli  |          |
| 2                                                                                  | Ruka                              | 15 km intervallstart                 | K                                 | 30 november 2014                  | Iivo Niskanen          | Martin Johnsrud Sundby | Sami Jauhojärvi        |          |
| Nordiska öppningen (5 till 7 december 2014) [not1]                                 |                                   |                                      |                                   |                                   |                        |                        |                        |          |
| 3                                                                                  | Lillehammer                       | Sprint                               | F                                 | 5 december 2014                   | Pål Golberg            | Aleksej Petuchov       | Finn Hågen Krogh       |          |
| 3                                                                                  | Lillehammer                       | 10 km intervallstart                 | F                                 | 6 december 2014                   | Martin Johnsrud Sundby | Finn Hågen Krogh       | Sjur Røthe             |          |
| 3                                                                                  | Lillehammer                       | 15 km jaktstart [not2]               | K                                 | 7 december 2014                   | Didrik Tønseth         | Aleksej Poltoranin     | Martin Johnsrud Sundby |          |
| 3                                                                                  | Nordiska öppningen – Slutresultat | Nordiska öppningen – Slutresultat    | Nordiska öppningen – Slutresultat | Nordiska öppningen – Slutresultat | Martin Johnsrud Sundby | Finn Hågen Krogh       | Sjur Røthe             |          |
| 4                                                                                  | Davos                             | 15 km intervallstart                 | K                                 | 13 december 2014                  | Martin Johnsrud Sundby | Didrik Tønseth         | Dario Cologna          |          |
| 5                                                                                  | Davos                             | Sprint                               | F                                 | 14 december 2014                  | Finn Hågen Krogh       | Anders Gløersen        | Eirik Brandsdal        |          |
| 6                                                                                  | Davos                             | 15 km intervallstart                 | F                                 | 20 december 2014                  | Anders Gløersen        | Petter Northug         | Chris Jespersen        |          |
| 7                                                                                  | Davos                             | Sprint                               | F                                 | 21 december 2014                  | Federico Pellegrino    | Aleksej Petuchov       | Finn Hågen Krogh       |          |
| Tour de Ski (3 till 11 januari 2015) [not1]                                        |                                   |                                      |                                   |                                   |                        |                        |                        |          |
| 8                                                                                  | Oberstdorf                        | 4 km intervallstart                  | F                                 | 3 januari 2015                    | Dario Cologna          | Calle Halfvarsson      | Petter Northug         |          |
| 8                                                                                  | Oberstdorf                        | 15 km jaktstart                      | K                                 | 4 januari 2015                    | Petter Northug         | Alex Harvey            | Calle Halfvarsson      |          |
| 8                                                                                  | Val Müstair                       | Sprint                               | F                                 | 6 januari 2015                    | Federico Pellegrino    | Petter Northug         | Martin Johnsrud Sundby |          |
| 8                                                                                  | Toblach                           | 10 km intervallstart                 | K                                 | 7 januari 2015                    | Aleksej Poltoranin     | Jevgenij Belov         | Martin Johnsrud Sundby |          |
| 8                                                                                  | Toblach                           | 25 km jaktstart                      | F                                 | 8 januari 2015                    | Petter Northug         | Calle Halfvarsson      | Martin Johnsrud Sundby |          |
| 8                                                                                  | Val di Fiemme                     | 15 km masstart                       | K                                 | 10 januari 2015                   | Tim Tscharnke          | Aleksej Poltoranin     | Dario Cologna          |          |
| 8                                                                                  | Val di Fiemme                     | 9 km slutklättring, jaktstart [not2] | F                                 | 11 januari 2015                   | Roland Clara           | Maurice Manificat      | Martin Johnsrud Sundby |          |
| 8                                                                                  | Tour de Ski – Slutresultat        | Tour de Ski – Slutresultat           | Tour de Ski – Slutresultat        | Tour de Ski – Slutresultat        | Petter Northug         | Jevgenij Belov         | Calle Halfvarsson      |          |
| 9                                                                                  | Otepää                            | Sprint                               | K                                 | 17 januari 2015                   | Tomas Northug          | Ola Vigen Hattestad    | Toni Ketelä            |          |
| 10                                                                                 | Rybinsk                           | 15 km intervallstart                 | K                                 | 23 januari 2015                   | Dario Cologna          | Jevgenij Belov         | Sergej Ustiugov        |          |
| 11                                                                                 | Rybinsk                           | Sprint                               | F                                 | 24 januari 2015                   | Federico Pellegrino    | Sergej Ustiugov        | Andrej Parfenov        |          |
| 12                                                                                 | Rybinsk                           | Skiathlon 15 + 15 km                 | K + F                             | 25 januari 2015                   | Maksim Vylegzjanin     | Dario Cologna          | Matti Heikkinen        |          |
| 13                                                                                 | Östersund                         | Sprint                               | K                                 | 14 februari 2015                  | Finn Hågen Krogh       | Alex Harvey            | Timo André Bakken      |          |
| 14                                                                                 | Östersund                         | 15 km intervallstart                 | F                                 | 15 februari 2015                  | Finn Hågen Krogh       | Maurice Manificat      | Marcus Hellner         |          |
| Världsmästerskapen i nordisk skidsport 2015 i Falun (18 februari till 1 mars 2015) |                                   |                                      |                                   |                                   |                        |                        |                        |          |
| 15                                                                                 | Lahtis                            | Sprint                               | F                                 | 7 mars 2015                       | Eirik Brandsdal        | Sindre Bjørnestad Skar | Richard Jouve          |          |
| 16                                                                                 | Lahtis                            | 15 km intervallstart                 | K                                 | 8 mars 2015                       | Francesco de Fabiani   | Aleksej Poltoranin     | Sami Jauhojärvi        |          |
| 17                                                                                 | Drammen                           | Sprint                               | K                                 | 11 mars 2015                      | Eirik Brandsdal        | Finn Hågen Krogh       | Ola Vigen Hattestad    |          |
| 18                                                                                 | Oslo                              | 50 km masstart                       | F                                 | 14 mars 2015                      | Sjur Røthe             | Dario Cologna          | Martin Johnsrud Sundby |          |

### Lagtävlingar
| Nr | Ort    | Disciplin     | Stil | Datum           | Etta                                        | Tvåa                                     | Trea                                        | Referens |
| -- | ------ | ------------- | ---- | --------------- | ------------------------------------------- | ---------------------------------------- | ------------------------------------------- | -------- |
| 1  | Otepää | Sprintstafett | F    | 18 januari 2015 | Ryssland I Aleksej Petuchov Sergej Ustiugov | Norge I Anders Gløersen Finn Hågen Krogh | Italien Dietmar Nöckler Federico Pellegrino |          |

## Tävlingsprogram - damer

### Individuella tävlingar
| Nr                                                                                 | Ort                               | Disciplin                            | Stil                              | Datum                             | Etta                       | Tvåa                     | Trea                     | Referens |
| ---------------------------------------------------------------------------------- | --------------------------------- | ------------------------------------ | --------------------------------- | --------------------------------- | -------------------------- | ------------------------ | ------------------------ | -------- |
| 1                                                                                  | Ruka                              | Sprint                               | K                                 | 29 november 2014                  | Marit Bjørgen              | Katja Višnar             | Maiken Caspersen Falla   |          |
| 2                                                                                  | Ruka                              | 10 km intervallstart                 | K                                 | 30 november 2014                  | Therese Johaug             | Marit Bjørgen            | Charlotte Kalla          |          |
| Nordiska öppningen (5 till 7 december 2014) [not1]                                 |                                   |                                      |                                   |                                   |                            |                          |                          |          |
| 3                                                                                  | Lillehammer                       | Sprint                               | F                                 | 5 december 2014                   | Marit Bjørgen              | Celine Brun-Lie          | Heidi Weng               |          |
| 3                                                                                  | Lillehammer                       | 5 km intervallstart                  | F                                 | 6 december 2014                   | Therese Johaug             | Marit Bjørgen            | Heidi Weng               |          |
| 3                                                                                  | Lillehammer                       | 10 km jaktstart [not2]               | K                                 | 7 december 2014                   | Therese Johaug             | Heidi Weng               | Marit Bjørgen            |          |
| 3                                                                                  | Nordiska öppningen – Slutresultat | Nordiska öppningen – Slutresultat    | Nordiska öppningen – Slutresultat | Nordiska öppningen – Slutresultat | Marit Bjørgen              | Therese Johaug           | Heidi Weng               |          |
| 4                                                                                  | Davos                             | 10 km intervallstart                 | K                                 | 13 december 2014                  | Therese Johaug             | Marit Bjørgen            | Kerttu Niskanen          |          |
| 5                                                                                  | Davos                             | Sprint                               | F                                 | 14 december 2014                  | Ingvild Flugstad Østberg   | Maiken Caspersen Falla   | Celine Brun-Lie          |          |
| 6                                                                                  | Davos                             | 10 km intervallstart                 | F                                 | 20 december 2014                  | Marit Bjørgen              | Nicole Fessel            | Heidi Weng               |          |
| 7                                                                                  | Davos                             | Sprint                               | F                                 | 21 december 2014                  | Marit Bjørgen              | Stina Nilsson            | Ingvild Flugstad Østberg |          |
| Tour de Ski (3 till 11 januari 2015) [not1]                                        |                                   |                                      |                                   |                                   |                            |                          |                          |          |
| 8                                                                                  | Oberstdorf                        | 3 km intervallstart                  | F                                 | 3 januari 2015                    | Marit Bjørgen              | Heidi Weng               | Ragnhild Haga            |          |
| 8                                                                                  | Oberstdorf                        | 10 km jaktstart                      | K                                 | 4 januari 2015                    | Marit Bjørgen              | Heidi Weng               | Therese Johaug           |          |
| 8                                                                                  | Val Müstair                       | Sprint                               | F                                 | 6 januari 2015                    | Marit Bjørgen              | Heidi Weng               | Ingvild Flugstad Østberg |          |
| 8                                                                                  | Toblach                           | 5 km intervallstart                  | K                                 | 7 januari 2015                    | Marit Bjørgen              | Therese Johaug           | Heidi Weng               |          |
| 8                                                                                  | Toblach                           | 15 km jaktstart                      | F                                 | 8 januari 2015                    | Marit Bjørgen              | Heidi Weng               | Therese Johaug           |          |
| 8                                                                                  | Val di Fiemme                     | 10 km masstart                       | K                                 | 10 januari 2015                   | Therese Johaug             | Marit Bjørgen            | Heidi Weng               |          |
| 8                                                                                  | Val di Fiemme                     | 9 km slutklättring, jaktstart [not2] | F                                 | 11 januari 2015                   | Therese Johaug             | Heidi Weng               | Marit Bjørgen            |          |
| 8                                                                                  | Tour de Ski – Slutresultat        | Tour de Ski – Slutresultat           | Tour de Ski – Slutresultat        | Tour de Ski – Slutresultat        | Marit Bjørgen              | Therese Johaug           | Heidi Weng               |          |
| 9                                                                                  | Otepää                            | Sprint                               | K                                 | 17 januari 2015                   | Ingvild Flugstad Østberg   | Stina Nilsson            | Celine Brun-Lie          |          |
| 10                                                                                 | Rybinsk                           | 10 km intervallstart                 | K                                 | 23 januari 2015                   | Astrid Uhrenholdt Jacobsen | Elizabeth Stephen        | Stefanie Böhler          |          |
| 11                                                                                 | Rybinsk                           | Sprint                               | F                                 | 24 januari 2015                   | Jennie Öberg               | Natalja Matvejeva        | Laurien van der Graaff   |          |
| 12                                                                                 | Rybinsk                           | Skiathlon 10 + 10 km                 | K + F                             | 25 januari 2015                   | Julija Tjekaljova          | Martine Ek Hagen         | Riitta-Liisa Roponen     |          |
| 13                                                                                 | Östersund                         | Sprint                               | K                                 | 14 februari 2015                  | Marit Bjørgen              | Maiken Caspersen Falla   | Stina Nilsson            |          |
| 14                                                                                 | Östersund                         | 10 km intervallstart                 | F                                 | 15 februari 2015                  | Charlotte Kalla            | Marit Bjørgen            | Therese Johaug           |          |
| Världsmästerskapen i nordisk skidsport 2015 i Falun (18 februari till 1 mars 2015) |                                   |                                      |                                   |                                   |                            |                          |                          |          |
| 15                                                                                 | Lahtis                            | Sprint                               | F                                 | 7 mars 2015                       | Marit Bjørgen              | Ingvild Flugstad Østberg | Kikkan Randall           |          |
| 16                                                                                 | Lahtis                            | 10 km intervallstart                 | K                                 | 8 mars 2015                       | Marit Bjørgen              | Heidi Weng               | Charlotte Kalla          |          |
| 17                                                                                 | Drammen                           | Sprint                               | K                                 | 11 mars 2015                      | Maiken Caspersen Falla     | Heidi Weng               | Marit Bjørgen            |          |
| 18                                                                                 | Oslo                              | 30 km masstart                       | F                                 | 15 mars 2015                      | Marit Bjørgen              | Therese Johaug           | Astrid Jacobsen          |          |

### Lagtävlingar
| Nr | Ort    | Disciplin     | Stil | Datum           | Etta                                       | Tvåa                                                    | Trea                                     | Referens |
| -- | ------ | ------------- | ---- | --------------- | ------------------------------------------ | ------------------------------------------------------- | ---------------------------------------- | -------- |
| 1  | Otepää | Sprintstafett | F    | 18 januari 2015 | Sverige I Ida Ingemarsdotter Stina Nilsson | Norge I Maiken Caspersen Falla Ingvild Flugstad Østberg | Polen Justyna Kowalczyk Sylwia Jaśkowiec |          |